# Waldburg (Häggenschwil)
Die Waldburg ist ein abgegangener, mutmasslich frühmittelalterlicher Ungarnwall der Abtei St. Gallen im östlichen Teil der Gemeinde Häggenschwil auf dem Gebiet des Schweizer Kantons St. Gallen.

## Lage
Die Waldburg liegt südlich des Weilers Tobel. Sie wurde auf einer Anhöhe erbaut, die von Osten, Süden und Westen von der Sitter umflossen wird. Bis in das 20. Jahrhundert hinein gab es einen Bach, der an der Waldburg in nördlicher Richtung vorbeifloss.

## Fluchtburg der Abtei St. Gallen
Die Waldburg gilt als wahrscheinliche Fluchtburg der Abtei St. Gallen beim Ungarneinfall im Jahre 926. Der Mönch Ekkehard IV. beschreibt in der Casus Sancti Galli den Ungarnüberfall des Klosters St. Gallen. Die Ungarn waren weniger an Landnahme, sondern mehr an Beute interessiert. Das Kloster St. Gallen besass damals noch keinen Wall, weshalb Abt Englibert alle Greise und Jungen sowie einige Klosterbrüder auf die befestigte Insel Wasserburg schickte. Die Stiftsbibliothek wurde auf die Insel Reichenau gebracht. Zurück blieben die Wehrfähigen sowie die bis zuletzt genutzten liturgischen Geräte und die Messbücher. Es ist möglich, dass das Stiftsarchiv in die Waldburg geschafft wurde. Als die Ungarn sich dann dem Kloster näherten, zogen sich die Mönche in ihr Refugium zurück. Die Beschreibungen Ekkehards IV. der Fluchtburg der St. Galler Mönche passen gut zur Waldburg, wie folgende Auszüge aus der Casus Sancti Galli zeigen: 

„Man wählte jedoch einen Ort, der gleichwie von Gott dargeboten für die Errichtung einer Burg bereitstand, nahe bei dem Fluss Sinttriaunum [Sitter]. [...] Der Platz wurde vorn am schmalsten Zugang mit Wall und Verhau verschanzt, und ein mächtiges Kastell entstand.“

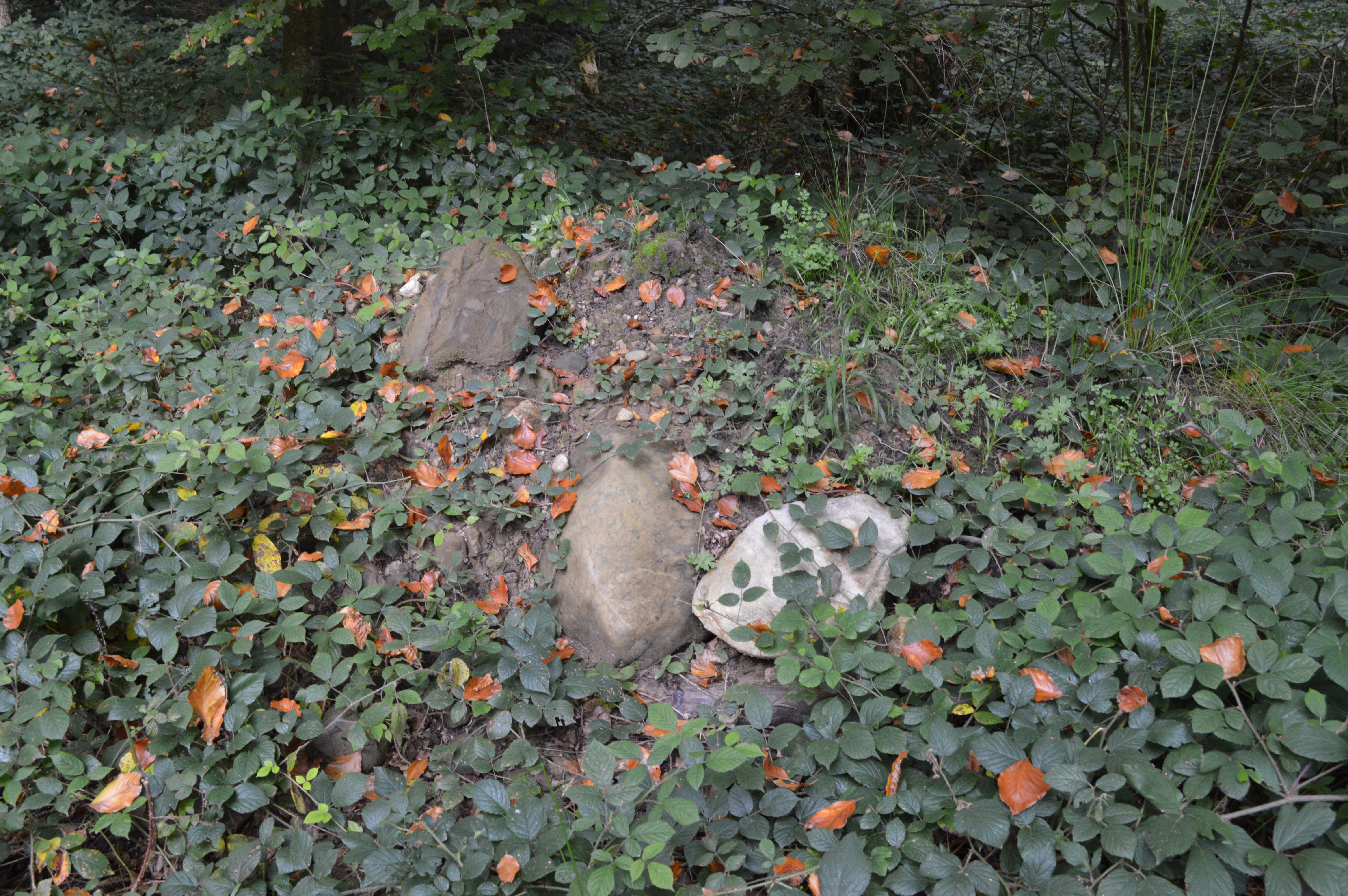
Steinhaufen auf dem Waldburgplateau

Das Gebiet um die Waldburg gehörte vor 1'100 Jahren bereits grösstenteils dem Kloster St. Gallen. So überliess das Kloster im Jahre 904 die villa Liubmanni (ein kleines Gut bei Lömmenschwil) einem Wolfhere und auf der anderen Seite der Sitter befand sich ein Hof beim heutigen Bernhardzell. Die Nähe zur Sitter ist bei Waldburg gegeben.  

„Eine rasch errichtete Kapelle wurde zum Bethaus.“

Es finden sich zwar keine eindeutigen Überreste einer Kapelle auf dem Waldburgplateau, allerdings findet man im Zentrum der Waldburg einen schmalen rechteckigen Graben, der bis obenhin mit grösseren Natursteinen gefüllt und mit Moos überzogen ist. Dabei handelt es sich wohl um Überreste einer Raubgrabung. Diese Steingrube könnte ein Hinweis auf die einst vorhandene Kapelle sein, da diese vermutlich aus Stein gebaut war.

„Sie [die Späher] meldeten, es liege eine Burg, mit bewaffneten Truppen gesichert, in ihrer nächsten Nachbarschaft; da [...] liefen die Ungarn eilends Mann für Mann hinaus, und noch ehe sich's einer versah, standen sie, wie sie gewohnt waren, kampfbereit in der Schlachtreihe.“

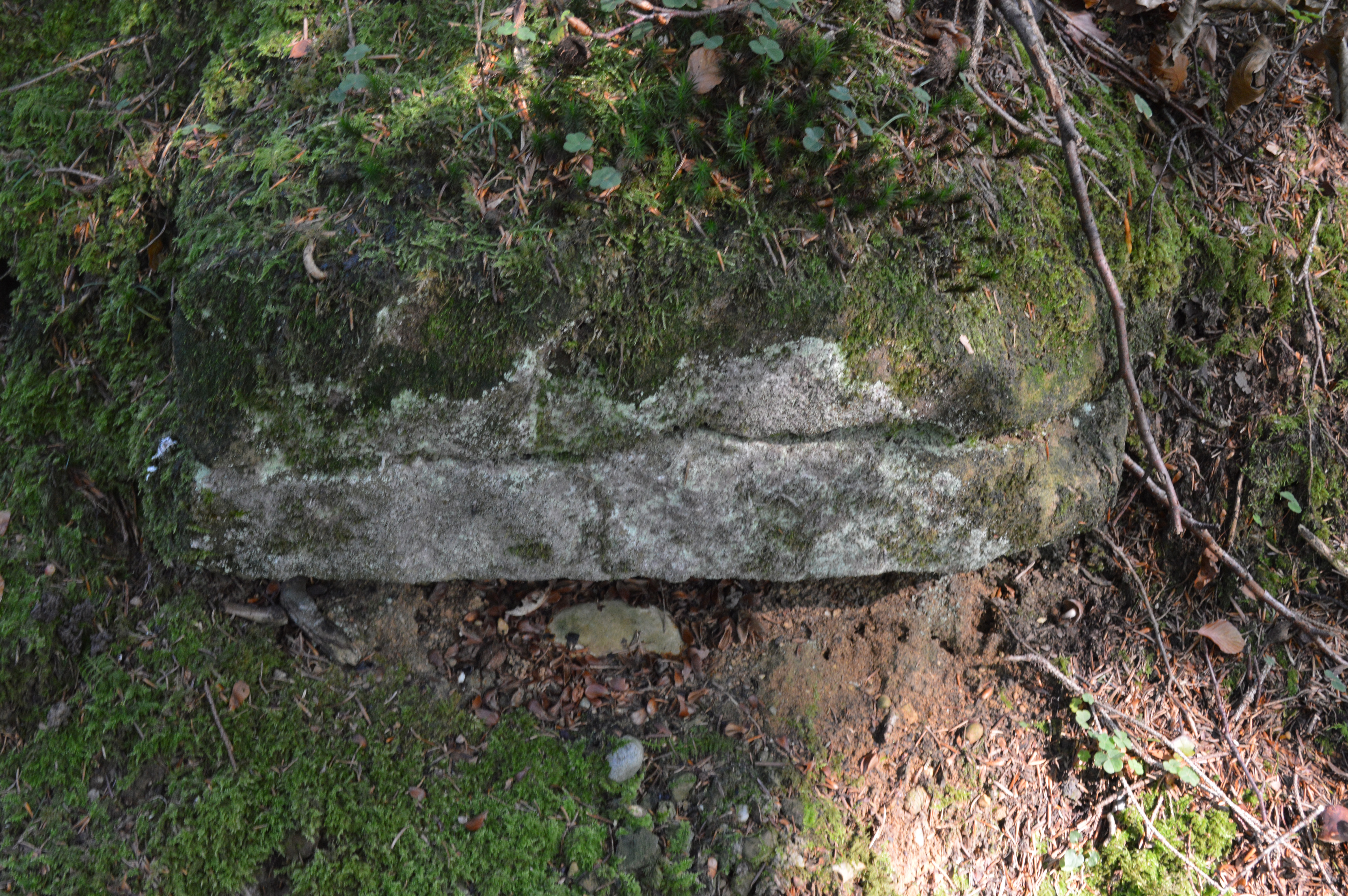
Stein am Hang

Die Waldburg liegt etwa 6,5 Kilometer vom Klosterbezirk entfernt, also durchaus in unmittelbarer Nachbarschaft. 

„Und nachdem sie entdeckt, dass sie [Wiborada] den Opfertod gefunden hatte, wagten sie nicht länger zu säumen und überstiegen den nächsten Berg, und rasch über vertraute Seitenwege sich schlagend, gelangten sie endlich wieder zur Feste [Waldburg] zurück [...]“

Bei dem von Ekkehard IV. erwähnten Berg könnte es sich um den Rosenberg handeln, der zwischen dem Kloster und der Waldburg liegt.

## Geschichte
Die Quellenlage der Waldburg für die Zeit nach dem Ungarneinfall 926 ist sehr dünn. Johannes Rütiger († 1556) berichtet von bewachsenen Toren einer ehemaligen Heidenstadt. Eine Verwechslung mit den nahen Ruinen Neu- und Alt-Ramschwag ist allerdings nicht auszuschliessen. 1867 spricht August Näf von ausgedehnten Mauertrümmern. Ein späterer Waldbesitzer schilderte, dass in den 1890er Jahren ein bis zwei Meter hohe Mauern von den Bauern für den Bau von Ställen abgetragen wurden. Historisch ist die Waldburg nur dank der Chronik Ekkehards IV. greifbar, doch haben aktuelle Forschungsergebnisse frühere Vermutungen über die Echtheit und Lage dieser Befestigung bestätigt und in einen grösseren Kontext gestellt.

## Gegenwärtige Situation

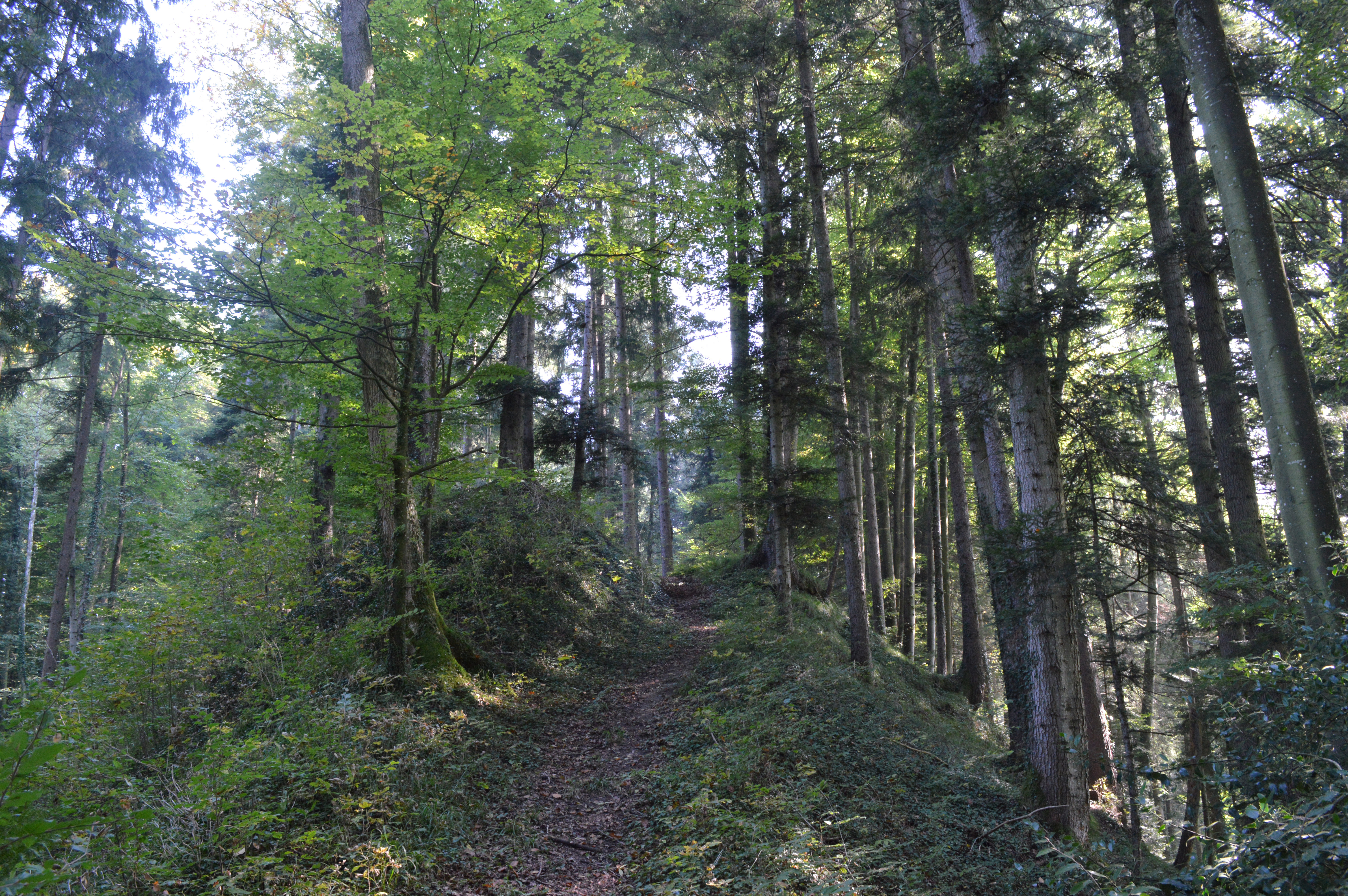
Dammartiger Aufstieg im Nordwesten

Die Waldburg befindet sich in einer archäologischen Schutzzone. Professionelle archäologische Grabungen wurden noch nicht durchgeführt.
Die Waldburg befindet sich auf einem Plateau, etwa 30 Meter Oberhalb der Sitter. Die Breite (W–O) des Waldburgplateaus beträgt 100–125 Meter, die Länge (N–S) 150–160 Meter. Die Innenfläche beläuft sich auf ca. 1,7 Hektar. Um das Plateau herum sind noch heute unnatürliche Erdaufschüttungen zu sehen.
Die Landseite im Norden bietet dank einer Steigung von etwa 77 Prozent einen natürlichen Schutz. Trotzdem ist entlang des gesamten nördlichen Hanges eine zusätzliche Erdaufschüttung von etwa 0,5 Meter vorhanden.
Auch die Westseite ist durch eine mit dem Nordwall vergleichbare Aufschüttung und eine Steigung von bis zu 71 Prozent geschützt.
Maximal 10 Prozent beträgt die Steigung des Geländes im Süden. Zum Ausgleich dieser Schwachstelle befindet sich am südlichen Ausläufer des Waldburgplateaus ein Wall von etwa 1.5–2 Metern Höhe.
Der Haupteingang lag vermutlich im Nordwesten in Form eines ca. 100 Meter langen dammartigen Aufgangs. Gegen oben hin wird der Aufgang von zwei wie Plattformen wirkenden Aufschütten flankiert. Von hier aus kann auch heute noch ein kleiner Halsgraben, der im Bogen vom Nord- zum Westwall führt beobachtet werden.
Über die Hänge verteilt können noch grössere Mengen von Natursteinen gefunden werden. Dies deutet darauf hin, dass die Waldburg früher zusätzlich noch durch Trockenmauern geschützt war.

## Rezeption
Im historischen Roman Flucht durch Schwaben von Rafael Wagner wird die Waldburg inmitten der Ungarneinfälle des Jahres 926 im Sinne Ekkehards rezipiert und als Schlüsselposition des Abtes von St. Gallen thematisiert.